# Музей японских мечей
Музей японских мечей (яп. Tōken hakubutsukan, 刀剣博物館) - небольшой музей в Токио, посвященный искусству изготовления японских мечей. Музей работает под эгидой Общества по сохранению художественных японских мечей (англ. Society for the Preservation of Japanese Art Swords).
В коллекции музея более 150 экспонатов, включая японские мечи (в основном катаны), атрибуты мечей, доспехи, а также документы об обработке металла.

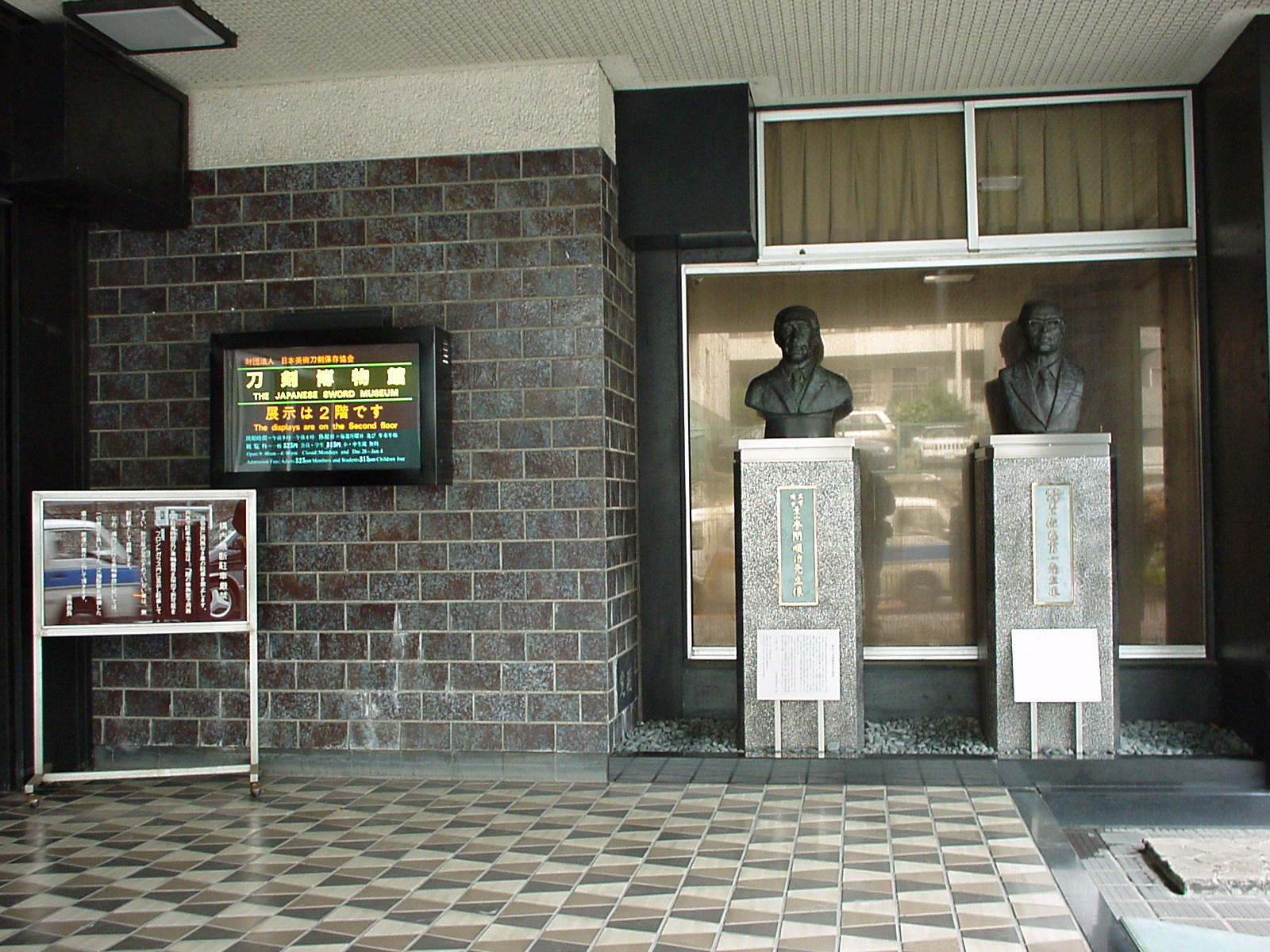
Вход в музей
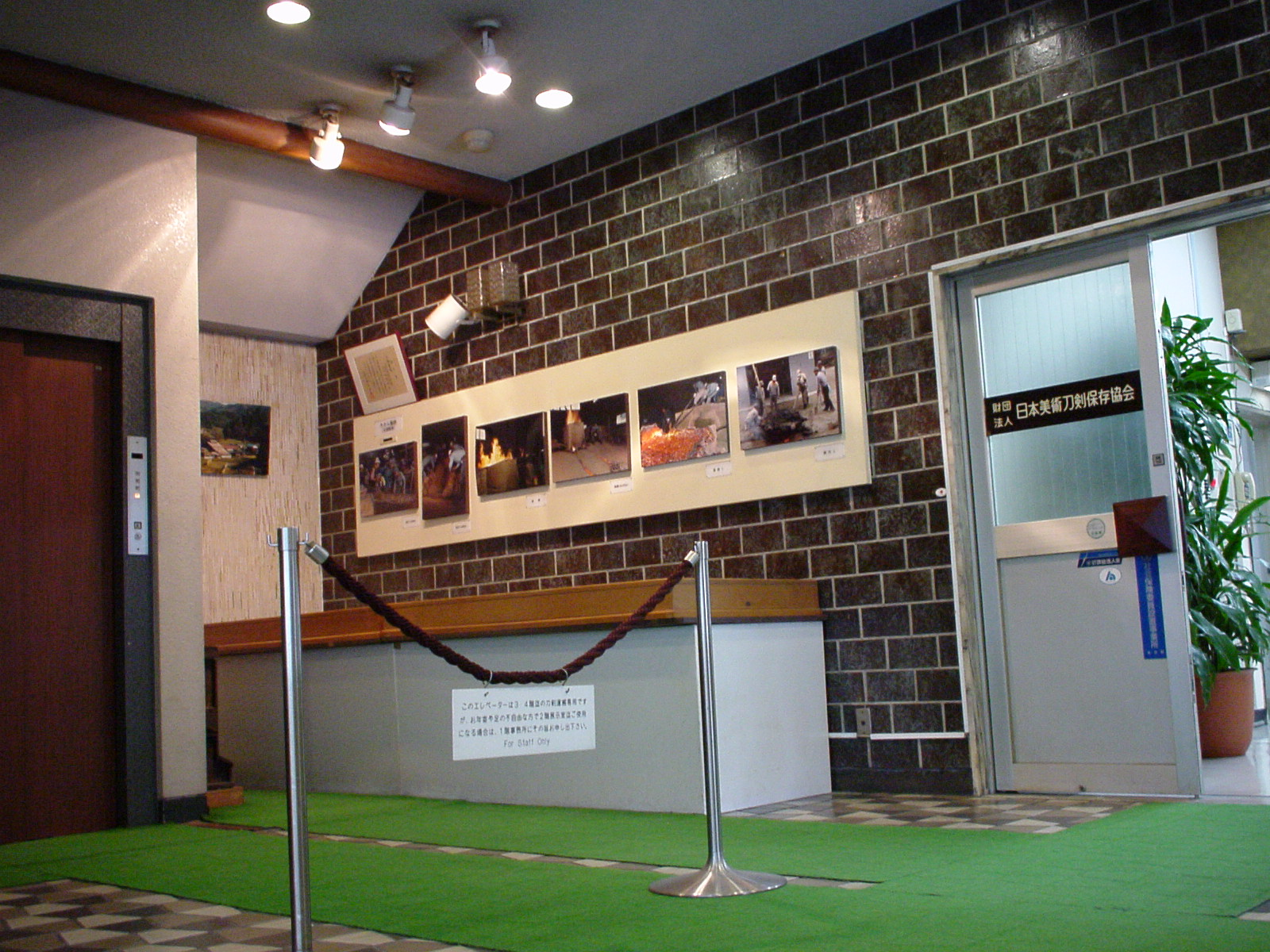
Экспонаты у входа в музей
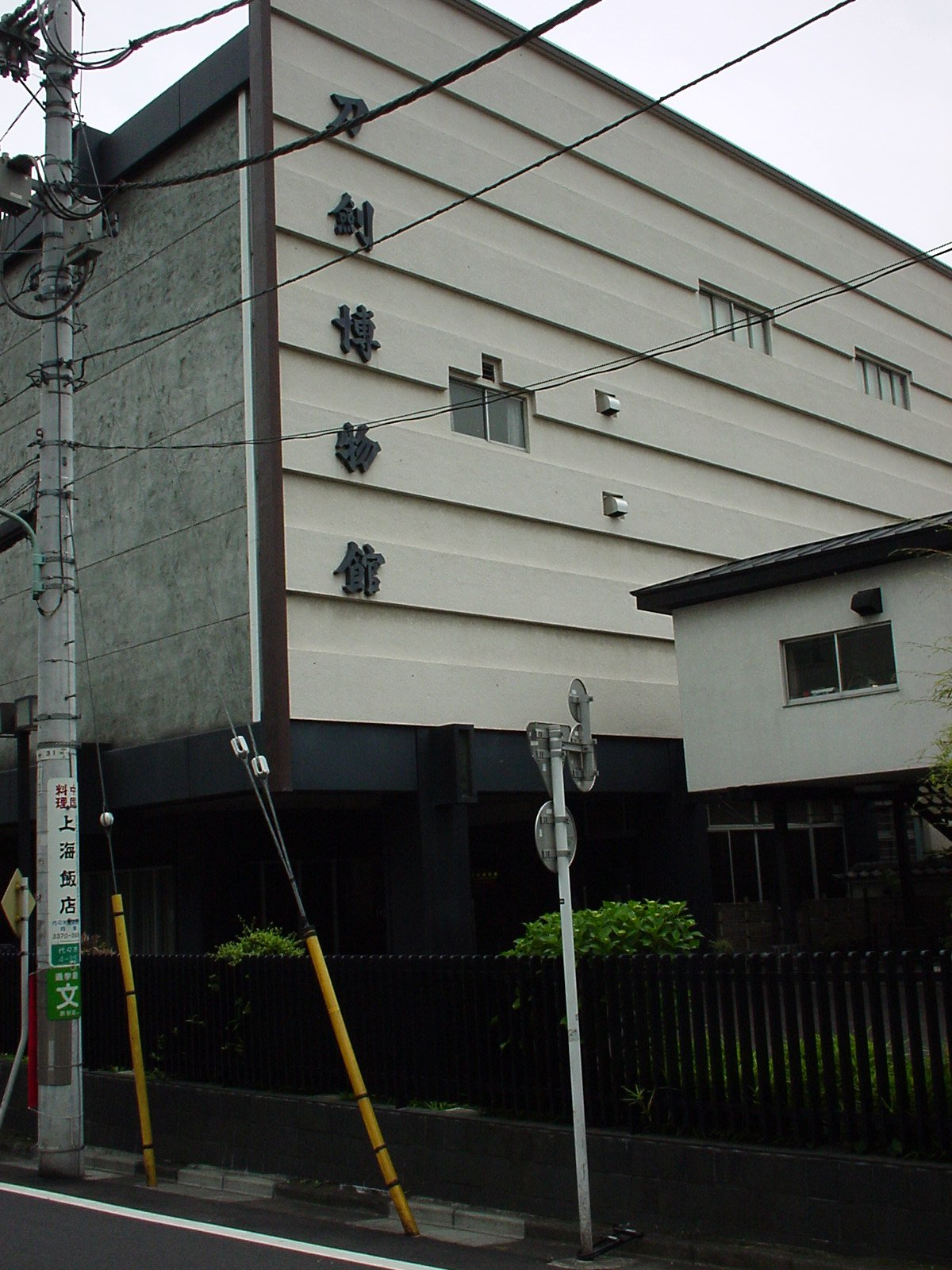
Внешний вид музея